# Systematisches Risiko

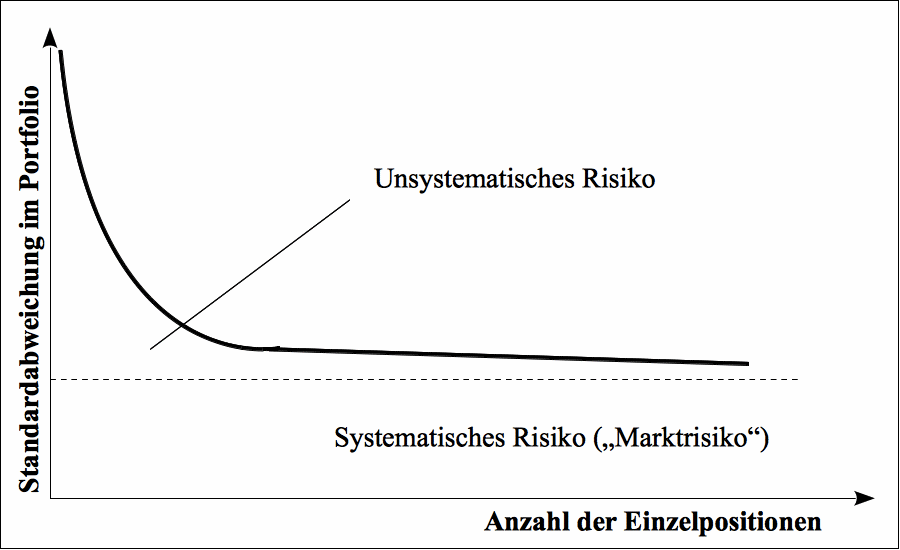
Systematisches Risiko im Portfolio

Das systematische Risiko ist in der Portfoliotheorie und beim Capital Asset Pricing Model (CAPM) ein Finanzrisiko, das in einem Portfolio alle darin enthaltenen Finanzinstrumente oder Finanzprodukte gemeinsam trifft und durch Risikodiversifizierung nicht beseitigt werden kann. Pendant ist das unsystematische Risiko.

## Allgemeines
Als Portfolio kommen beispielsweise das Fondsvermögen eines Investmentfonds, das Wertpapierdepot eines Anlegers, das Sicherungsvermögen eines Versicherers oder das Kreditportfolio eines Kreditgebers (etwa Kreditinstitute) in Betracht. Diese Definition zeigt, dass es sich um allgemeine Marktrisiken handelt, bei denen übergeordnete Einflussgrößen wie Konjunktur, Marktentwicklung, Kursniveau, Preisniveau oder Zinsniveau sich auf alle Handelsobjekte auswirken.
Das systematische Risiko ist – in der Theorie – die Grundlage, auf der ein Investor seine risikoadjustierte Renditeerwartung äußert, da er und alle anderen Marktteilnehmer im Markt das unsystematische Risiko durch geschickte Risikostreuung ausschalten können, sodass es nicht durch Risikoprämie vergütet werden muss.
In einem Portfolio wirken sich zunächst systematische und unsystematische Risiken kumulativ aus, bis nach einer Risikodiversifizierung lediglich noch systematische Risiken
als Restrisiko vorhanden sind. Das systematische Risiko tritt dann bei einzelnen Finanzinstrumenten (Aktien, Anleihen), oder wenn diese sich im Portfolio (Wertpapierdepot, Portfolio, Fondsvermögen, Sicherungsvermögen) befinden, auf.

## Überblick
Systematische und unsystematische Risiken unterscheiden sich wie folgt:
| Art                     | Merkmale                                                                                        | Risikomaß   | Risikodiversifizierung | Risikoprämie |
| ----------------------- | ----------------------------------------------------------------------------------------------- | ----------- | ---------------------- | ------------ |
| systematisches Risiko   | Gesetzesänderungen, Konjunktur, Änderung der Marktdaten, Marktentwicklung, Naturkatastrophen    | Betafaktor  | Nein                   | Ja           |
| unsystematisches Risiko | Unternehmensdaten wie Geschäftsrisiko, Kreditwürdigkeit, Rating, Reputation, Unternehmenskrisen | Alphafaktor | Ja                     | Nein         |

Das systematische Risiko besteht ausschließlich auf exogenen Einflüssen, das unsystematische Risiko dagegen aus endogenen, die nur beim Emittenten oder Kreditnehmer als Emittentenrisiko oder Kreditrisiko vorhanden sind.

## Formale Darstellung
Mit Hilfe des Lagrange-Ansatzes und der Berücksichtigung der Kovarianzen zwischen einzelnen Wertpapieren stellte Harry Markowitz ein varianzminimales Portfolio zusammen. Der höchste Erwartungswert der Rendite möglicher Portfolios wird dabei nicht erreicht, aber es existieren keine Kombinationen, die eine höhere erwartete Rendite und eine niedrigere Varianz aufweisen. Markowitz‘ Beweisführung beinhaltet wesentliche Implikation für die Selektion von Wertpapieren, denn einzelne Portfolioentscheidungen sind nicht isoliert zu betrachten, sondern im Hinblick auf das gesamte Portfolio zu treffen. Sein Ansatz setzt die Kenntnis aller Kovarianzen, Erwartungswerte und Standardabweichungen der Wertpapiere im Portfolio voraus.
Nach der Erwartungswert-Streuungsregel von Daniel Bernoulli (1738) streben Investoren das Portfolio mit der geringsten Standardabweichung bei maximaler Rendite an. Zur Lösung dieses Problems betrachtet Harry Markowitz erstmals die Kovarianz der Wertpapiere. Für die Kovarianz gilt:
{\displaystyle \operatorname {Cov} (i,j)=\rho _{ij}\cdot \sigma _{i}\cdot \sigma _{j}\longrightarrow \rho _{ij}={\frac {\operatorname {Cov} (i,j)}{\sigma _{i}\cdot \sigma _{j}}}}.
Es zeigt sich, dass der Korrelationskoeffizient {\displaystyle \rho _{ij}} hier eine entscheidende Rolle spielt. Die Kovarianz {\displaystyle \sigma _{ij}} gibt deshalb ein Maß an, mit dem zwei Wertpapiere i und j innerhalb eines Zeitraums zusammen bewegen bzw. auseinander streben. Hier setzt Markowitz an und erkennt, dass das Gesamtrisiko des Portfolios ganz wesentlich mit der Gewichtung der Einzelpositionen ({\displaystyle X_{i}}) und dem Zusammenhang der Einzelpositionen untereinander zusammen hängt. Formaler ausgedrückt gilt für das Gesamtrisiko folgender Zusammenhang:
{\displaystyle \operatorname {Var} (r)=\sigma ^{2}=\sum _{i=1}^{N}\sum _{j=1}^{N}{X_{i}X_{j}\sigma _{ij}}}.
Da die Kovarianz eines Wertpapiers mit sich selbst deren Varianz ergibt, lässt sich die Aussagekraft dieser Formel an folgender Tabelle verdeutlichen, die den Einfluss von Varianz und Kovarianz im Portfolio bei n Wertpapieren aufzeigt:
{\displaystyle {\begin{array}{|c|c|c|c|c|}&1&2&\dots &N\\\hline 1&X_{1}^{2}\operatorname {Var} (r_{1})&X_{1}X_{2}\operatorname {Cov} (r_{1},r_{2})&\dots &X_{1}X_{N}\operatorname {Cov} (r_{1},r_{N})\\2&X_{1}X_{2}\operatorname {Cov} (r_{1},r_{2})&X_{2}^{2}\operatorname {Var} (r_{2})&\dots &X_{2}X_{N}\operatorname {Cov} (r_{2},r_{N})\\\dots &\dots &\dots &\dots &\dots \\N&X_{1}X_{N}\operatorname {Cov} (r_{1},r_{N})&X_{2}X_{N}\operatorname {Cov} (r_{2},r_{N})&\dots &X_{N}^{2}\operatorname {Var} (r_{N})\\\end{array}}}.
Es wird deutlich, dass die Anzahl der Varianzterme {\displaystyle N} beträgt. Demgegenüber beträgt die Anzahl der Kovarianzterme {\displaystyle N^{2}-N}. Daraus folgt, dass der Zusammenhang zwischen den Einzelwerten eines Portfolios umso relevanter wird, je größer die Zahl der Einzelwerte ({\displaystyle N}) ist. Im Umkehrschluss nimmt die Relevanz der individuellen Streuung mit steigender Zahl der Einzelwerte im Portfolio ab. Damit gilt:
{\displaystyle \lim _{N\to \infty }\operatorname {Var} (r)=\underbrace {\varnothing \operatorname {Cov} (r_{i},r_{j})} _{\text{Systematisches Risiko}}}.
Diese theoretische Erkenntnis stimmt mit empirischen Beobachtungen überein. So ist nachweisbar, dass sich schon mit wenigen Wertpapieren das Portfoliorisiko wesentlich reduzieren, jedoch nicht vollkommen eliminieren lässt. Es scheint also ein verbleibendes Risiko zu geben. Dieses Risiko wird als systematisches Risiko bezeichnet. Es ergibt sich aus der gemeinsamen Abhängigkeit der gewählten Einzelpositionen aus finanzwirtschaftlichen Rahmenbedingungen.

## Betafaktor
Der Betafaktor ist das Risikomaß für das systematische Risiko eines Finanzinstruments/Finanzprodukts und ist die Beziehung zwischen dem Börsenkurs eines Finanzinstruments/Finanzprodukts und einem Vergleichswert und kann sowohl negative als auch positive Werte annehmen. Positive Werte zeigen eine gleichgerichtete Entwicklung der Renditen (Aktienrendite, Anleihenrendite), negative Werte auf eine gegenläufige Rendite. Bei {\displaystyle \beta =1} vollzieht ein Finanzinstrument die Schwankungen des Gesamtmarkts in gleicher Stärke nach, bei {\displaystyle \beta >1} reagiert die Rendite preissensitiver als der Gesamtmarkt, bei {\displaystyle \beta <1} weniger sensitiv.
Da das unsystematische Risiko durch Risikodiversifikation vollständig entfällt, wird ein Investor nur für das Eingehen zusätzlicher systematischer Risiken belohnt. So ergibt sich bei einem Betafaktor von 0,8 und einer Volatilität der Marktrendite von 20 % ein systematisches Risiko von 16 % ({\displaystyle 0{,}8\cdot 20=16}).  Wenn
{\displaystyle \beta =0},
gibt es kein systematisches Risiko; bei
{\displaystyle \beta =1}
ist das gleiche systematische Risiko wie beim Marktportfolio vorhanden.

## Wirtschaftliche Aspekte
Die Kernaussage des CAPM besteht darin, dass sich die erwartete Rendite eines Finanzierungstitels aus einem risikofreien Zinssatz und einer Risikoprämie für das systematische Risiko zusammensetzt. Die Differenz zwischen der Rendite des Portfolios und der Rendite für risikofreie Anlagen multipliziert mit dem Beta-Faktor stellt die Risikoprämie für das systematische Risiko dar. Je höher der Beta-Faktor ist, umso größer ist die Risikoprämie für das systematische Risiko und damit die erwartete Rendite. Wurde das unsystematische Risiko durch vollständige Risikodiversifizierung beseitigt, verbleibt lediglich das systematische Risiko als Restrisiko.

## Abgrenzung
Das systematische Risiko darf nicht verwechselt werden mit dem systemischen Risiko des § 1 Abs. 33 KWG, dem Risiko einer Störung im Finanzsystem, die schwerwiegende negative Auswirkungen für das Finanzsystem und die Realwirtschaft haben kann.